# 行橋市立行橋中学校
行橋市立行橋中学校（ゆくはししりつ ゆくはしちゅうがっこう、英語: Yukuhashi City Yukuhashi Junior High School）は、福岡県行橋市大橋にある公立中学校。

## 概要
福岡県行橋市大橋にある。全16学級、児童数619名（2023年4月現在）。
近隣の行橋小学校、行橋南小学校、行橋北小学校から生徒が集まるため、市内の中学校では最多の生徒数である。
1995年に制服が男女とも緑のブレザー･ポロシャツとなる。(素行が悪かった時代、街中にいても目立つようにと緑色になった)
各教室にスクリーン設置、生徒1人につきiPad1台配布など教育環境は整っている。

## 沿革
公式サイトより一部抜粋。
- 1947年（昭和22年）
  - 4月 - 行橋町及小波瀬村学校組合立行橋中学校創立。
  - 5月 - 校章制定。
- 1954年（昭和29年）
  - 9月 - 校歌制定。
  - 10月 - 行橋市市制施行により行橋市立行橋中学校と校名変更。
- 1974年（昭和49年）7月 - 学校給食開始。
- 1995年（平成7年）4月 - 生徒手帳廃止、New体操服、カバンの自由化、制服を男女ともブレザー服･ポロシャツに改める。
- 2006年（平成18年）4月 - 学校週5日制のもと、行橋市小中学校二学期制本格実施始まる。
- 2019年（令和元年）10月 - 空調工事完了。全教室でエアコン始動。
- 2025年（令和7年）4月 - 行橋市6中学校統一の新制服導入予定[4]。

## 部活動
- 陸上競技部（男子･女子）
- 野球部
- サッカー部
- バレーボール部（男子・女子）
- ソフトテニス部
- バスケットボール部（男子・女子）
- ソフトボール部
- 卓球部（男子・女子）
- 剣道部
- 水泳部
- 吹奏楽部
- 美術部
- コンピュータ部
- 茶道部

## 学区
行橋市立行橋小学校、行橋市立行橋南小学校、行橋市立行橋北小学校の範囲である。

## 交通アクセス
最寄りの鉄道駅
- JR九州 日豊本線「行橋駅」から徒歩約15分
- JR九州 日豊本線 「南行橋駅」から徒歩約30分

※自転車通学は原則として禁止

## 周辺
- コスメイト行橋
- 行橋警察署
- 行橋消防署
- 行橋小学校
- 今川
- 行橋中央公民館